# Лето Сангайле
«Лето Сангайле» (лит. Sangailės vasara) — литовский драматический фильм 2015 года, снятый Аланте Каваите. Мировая премьера ленты состоялась 22 января 2015 года на кинофестивале «Сандэнс», где она получила режиссёрскую награду. Фильм был выдвинут Литвой на премию «Оскар-2016» в номинации «лучший фильм на иностранном языке».

## В ролях
- Айсте Диржюте — Аусте
- Юлия Степонайтите — Сангайле
- Юрате Содите — мать Сангайле
- Мартинас Будрайтис — отец Сангайле
- Неле Савиченко

## Признание
| Награды и номинации фильма «Лето Сангайле» | Награды и номинации фильма «Лето Сангайле»            | Награды и номинации фильма «Лето Сангайле»      | Награды и номинации фильма «Лето Сангайле» | Награды и номинации фильма «Лето Сангайле» | Награды и номинации фильма «Лето Сангайле» |
| Год                                        | Награда                                               | Категория                                       | Номинант                                   | Результат                                  |                                            |
| ------------------------------------------ | ----------------------------------------------------- | ----------------------------------------------- | ------------------------------------------ | ------------------------------------------ | ------------------------------------------ |
| 2015                                       | Кинофестиваль «Сандэнс»                               | Лучший режиссёр ("Мировое кино — Драма)         | Аланте Каваите                             | Победа                                     |                                            |
| 2015                                       | Кинофестиваль «Сандэнс»                               | Гран-при ("Мировое кино — Драма)                | «Лето Сангайле»                            | Номинация                                  |                                            |
| 2015                                       | Международный кинофестиваль в Афинах                  | «Золотые Афины» за лучшую режиссуру             | Аланте Каваите                             | Победа                                     |                                            |
| 2015                                       | Международный кинофестиваль в Афинах                  | «Золотые Афины» за лучший фильм                 | «Лето Сангайле»                            | Номинация                                  |                                            |
| 2015                                       | Серебряный журавль                                    | Лучший фильм                                    | «Лето Сангайле»                            | Победа                                     |                                            |
| 2015                                       | Серебряный журавль                                    | Лучший режиссёр                                 | Аланте Каваите                             | Номинация                                  |                                            |
| 2015                                       | Серебряный журавль                                    | Лучшая женская роль                             | Юлия Степонайтите                          | Победа                                     |                                            |
| 2015                                       | Серебряный журавль                                    | Лучшая женская роль                             | Айсте Диржюте                              | Номинация                                  |                                            |
| 2015                                       | Серебряный журавль                                    | Лучшее индивидуальное достижение (за декорации) | Рамунас Растаускас                         | Победа                                     |                                            |
| 2015                                       | Серебряный журавль                                    | Лучшая операторская работа                      | Доминик Колен                              | Номинация                                  |                                            |
| 2015                                       | 45-й Киевский международный кинофестиваль «Молодость» | «Солнечный зайчик»                              | «Лето Сангайле»                            | специальный диплом                         |                                            |